# Luigi Guglielmo in Baviera
Duca Luigi Guglielmo Carlo Teodoro Giovanni Norberto in Baviera (Tegernsee, 17 gennaio 1884 – Kreuth, 5 novembre 1968) era un membro del Casato di Wittelsbach, la dinastia regnante del Regno di Baviera. È stato il capo dal 1909 del ramo cadetto del casato, i Duchi in Baviera, eredi dei Conti Palatini di Birkenfeld-Gelnhausen.

## Biografia

### Infanzia

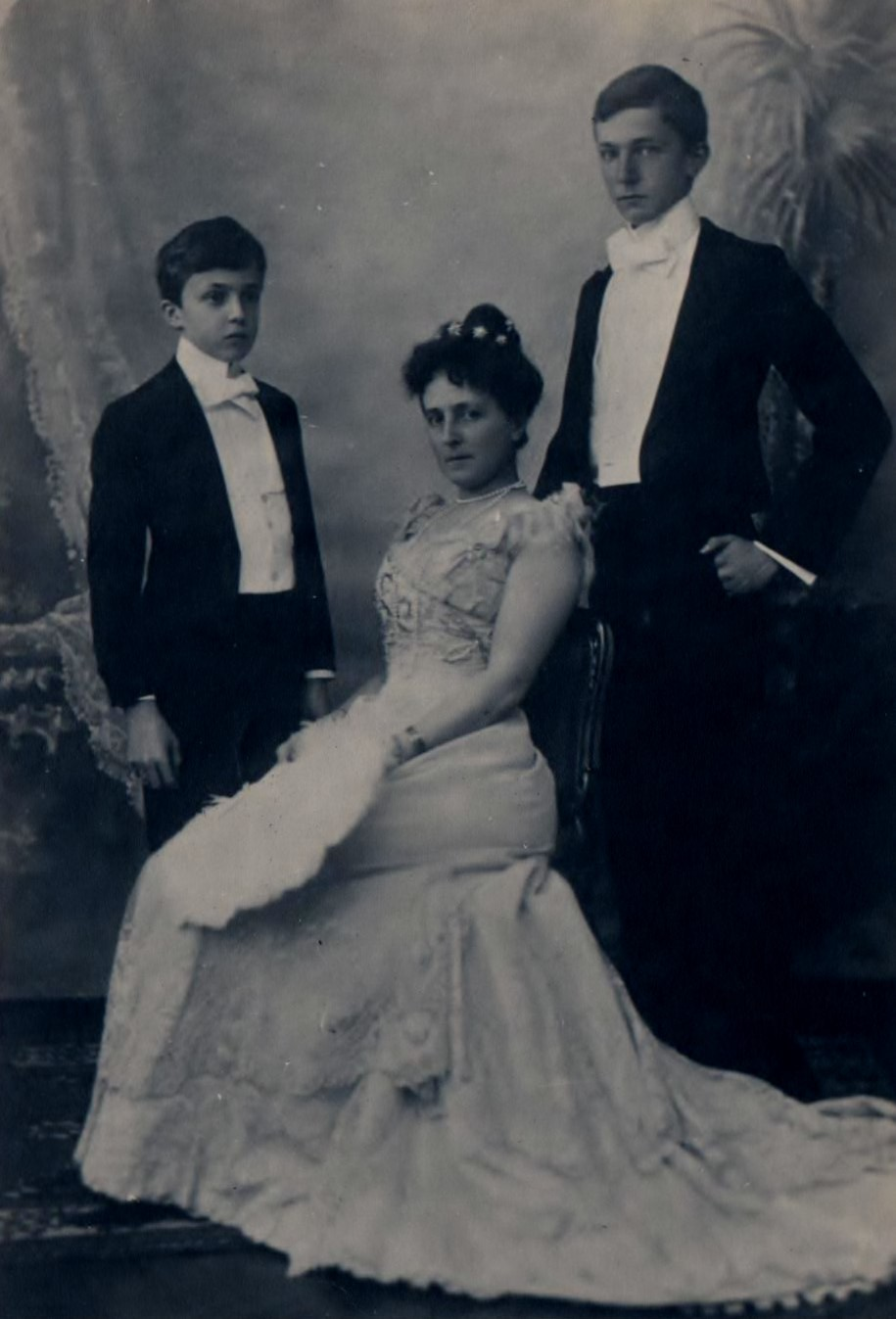
Luigi Guglielmo fotografato insieme alla madre Maria José del Portogallo e al fratello Francesco Giuseppe nel 1905 circa

Luigi Guglielmo, era il primo figlio maschio del duca di Baviera Carlo Teodoro e della sua seconda moglie, Maria José del Portogallo.

### Matrimonio e successione
Il 19 marzo 1917 sposò la Principessa Eleonora Anna Lucie zu Sayn-Wittgenstein-Berleburg, figlia del principe Franz von Sayn-Wittgenstein-Berleburg e di Julia Cavalcanti d'Albuquerque de Villeneuve. a Kreuth. 
Dopo la morte della moglie (20 febbraio 1965), Luigi Guglielmo adottò il nipote di sua sorella Maria Gabriele, Max Emanuel, che gli succedette nel titolo di Duca in Baviera.

### Morte
Luigi Guglielmo è morto il 5 novembre 1968 a Wildbad Kreuth.

## Ascendenza
|                                           |                            |                                                                  | Genitori                                       |  |  | Nonni |  |  | Bisnonni               |  |  | Trisnonni            |  |
|                                           |                            |                                                                  |                                                |  |  |       |  |  | Pio Augusto in Baviera |  |  | Guglielmo in Baviera |  |
|                                           |                            |                                                                  |                                                |  |  |       |  |  | Pio Augusto in Baviera |  |  | Guglielmo in Baviera |  |
|                                           |                            | Maria Anna di Zweibrücken-Birkenfeld                             |                                                |  |  |       |  |  | Pio Augusto in Baviera |  |  |                      |  |
| Massimiliano Giuseppe in Baviera          |                            |                                                                  |                                                |  |  |       |  |  | Pio Augusto in Baviera |  |  |                      |  |
|                                           |                            | Amalia Luisa di Arenberg                                         | Louis-Marie, Duca di Arenberg                  |  |  |       |  |  |                        |  |  |                      |  |
|                                           |                            | Amalia Luisa di Arenberg                                         | Louis-Marie, Duca di Arenberg                  |  |  |       |  |  |                        |  |  |                      |  |
|                                           |                            | Amalia Luisa di Arenberg                                         | Marie Adélaïde Julie de Mailly                 |  |  |       |  |  |                        |  |  |                      |  |
| Carlo Teodoro in Baviera                  |                            | Amalia Luisa di Arenberg                                         |                                                |  |  |       |  |  |                        |  |  |                      |  |
|                                           |                            | Massimiliano I Giuseppe di Baviera                               | Federico Michele di Zweibrücken-Birkenfeld     |  |  |       |  |  |                        |  |  |                      |  |
|                                           |                            | Massimiliano I Giuseppe di Baviera                               | Federico Michele di Zweibrücken-Birkenfeld     |  |  |       |  |  |                        |  |  |                      |  |
|                                           |                            | Massimiliano I Giuseppe di Baviera                               | Maria Francesca del Palatinato-Sulzbach        |  |  |       |  |  |                        |  |  |                      |  |
| Ludovica di Baviera                       |                            | Massimiliano I Giuseppe di Baviera                               |                                                |  |  |       |  |  |                        |  |  |                      |  |
|                                           |                            | Carolina di Baden                                                | Carlo Luigi di Baden                           |  |  |       |  |  |                        |  |  |                      |  |
|                                           |                            | Carolina di Baden                                                | Carlo Luigi di Baden                           |  |  |       |  |  |                        |  |  |                      |  |
|                                           |                            | Carolina di Baden                                                | Amalia d'Assia-Darmstadt                       |  |  |       |  |  |                        |  |  |                      |  |
| Duca Luigi Guglielmo in Baviera           |                            | Carolina di Baden                                                |                                                |  |  |       |  |  |                        |  |  |                      |  |
|                                           | Giovanni VI del Portogallo | Pietro III del Portogallo                                        |                                                |  |  |       |  |  |                        |  |  |                      |  |
|                                           | Giovanni VI del Portogallo | Pietro III del Portogallo                                        |                                                |  |  |       |  |  |                        |  |  |                      |  |
|                                           | Giovanni VI del Portogallo | Maria I del Portogallo                                           |                                                |  |  |       |  |  |                        |  |  |                      |  |
| Michele I del Portogallo                  | Giovanni VI del Portogallo |                                                                  |                                                |  |  |       |  |  |                        |  |  |                      |  |
|                                           |                            | Carlotta Gioacchina di Spagna                                    | Carlo IV di Spagna                             |  |  |       |  |  |                        |  |  |                      |  |
|                                           |                            | Carlotta Gioacchina di Spagna                                    | Carlo IV di Spagna                             |  |  |       |  |  |                        |  |  |                      |  |
|                                           |                            | Carlotta Gioacchina di Spagna                                    | Maria Luisa di Parma                           |  |  |       |  |  |                        |  |  |                      |  |
| Infanta Maria José di Portogallo          |                            | Carlotta Gioacchina di Spagna                                    |                                                |  |  |       |  |  |                        |  |  |                      |  |
|                                           |                            | Costantino, Principe Ereditario di Löwenstein-Wertheim-Rosenberg | Carlo Tommaso di Löwenstein-Wertheim-Rosenberg |  |  |       |  |  |                        |  |  |                      |  |
|                                           |                            | Costantino, Principe Ereditario di Löwenstein-Wertheim-Rosenberg | Carlo Tommaso di Löwenstein-Wertheim-Rosenberg |  |  |       |  |  |                        |  |  |                      |  |
|                                           |                            | Costantino, Principe Ereditario di Löwenstein-Wertheim-Rosenberg | Sofia di Windisch-Grätz                        |  |  |       |  |  |                        |  |  |                      |  |
| Adelaide di Löwenstein-Wertheim-Rosenberg |                            | Costantino, Principe Ereditario di Löwenstein-Wertheim-Rosenberg |                                                |  |  |       |  |  |                        |  |  |                      |  |
|                                           |                            | Agnese di Hohenlohe-Langenburg                                   | Carlo Ludovico I di Hohenlohe-Langenburg       |  |  |       |  |  |                        |  |  |                      |  |
|                                           |                            | Agnese di Hohenlohe-Langenburg                                   | Carlo Ludovico I di Hohenlohe-Langenburg       |  |  |       |  |  |                        |  |  |                      |  |
|                                           |                            | Agnese di Hohenlohe-Langenburg                                   | Amalia Enrichetta di Solms-Baruth              |  |  |       |  |  |                        |  |  |                      |  |
|                                           |                            | Agnese di Hohenlohe-Langenburg                                   |                                                |  |  |       |  |  |                        |  |  |                      |  |